# Matthias Altenburg
Pour les articles homonymes, voir Seghers.
Matthias Altenburg (né en 1958 à Fulda) est un journaliste et écrivain allemand qui écrit également sous le pseudonyme de Jan Seghers.

## Œuvres
- 1995 "Tout ira bien" "Une comédie d'été" ("Alles wird gut". "Eine Sommerkomödie")
- 2003 "la mort de Laroque" ("Die Toten von Laroque")

### Sous le pseudonyme de Jan Seghers
- 2013 "La partition de la mort" ("Partitur des Todes")

Roman policier ; il a été adapté en film, dans la série télévisée Commissaire Marthaler. La partition est une opérette posthume de Jacques Offenbach

### En tant qu'éditeur
- 1985 "Mères étrangères, pères étrangers, pays étranger. Conversation avec Franz Degenhardt" ("Fremde Mütter, fremde Väter, fremdes Land. Gespräche mit Franz Degenhardt")
- 1986 "Goethe pour les débutants" ("Goethe für Anfänger")
- 2008 "La mort a 24 portes. Un calendrier de l'Avent meurtrier'" ("Der Tod hat 24 Türchen: Ein mörderischer Adventskalender"). (éditions Jan Seghers)